# Каменни-Двур
Каменни-Двур (пол. Kamienny Dwór) — село в Польщі, у гміні Вишки Більського повіту Підляського воєводства.
У 1975-1998 роках село належало до Білостоцького воєводства.